# Montéhus
Pour les articles homonymes, voir Brunswick.
Gaston Mardochée Brunswick dit Montéhus est un chansonnier français né dans le 10e arrondissement de Paris le 9 juillet 1872 et mort dans le 15e arrondissement de Paris le 31 décembre 1952. Il est notamment l'auteur de Gloire au 17e, La Butte Rouge et La Jeune Garde.
D'abord socialiste modéré, il évolue en 1906 vers un antimilitarisme radical proche du journal La Guerre Sociale avant de rejoindre l'Union sacrée en 1914. Dans les années 1930, il adhère à la SFIO.

## Biographie
Il est né dans une famille de la bourgeoisie juive parisienne, son père Abraham Brunswick est négociant. Il est l'ainé d'une famille de vingt-deux enfants.
Il commence à chanter en public à 12 ans, en 1884. Il publie sa première chanson, Au camarade du 153e, en 1897. Il adopte alors son pseudonyme, plus facile à porter que son nom dans un contexte de fort antisémitisme et d'antigermanisme.
Il signe alors des chansons engagées tolérables, il signe cependant en 1904 Du pain et du plomb qui le fait s'engager à la S.A.C.E.M mais c'est surtout sa chanson La grève des mères en 1905 qui retiendra l'attention du gouvernement
La chanson Gloire au 17e, en l'honneur du régiment d'infanterie qui fraternisa avec la foule à Béziers lors de la révolte des vignerons, le fait connaître définitivement connaitre en 1907.

### Un chanteur engagé

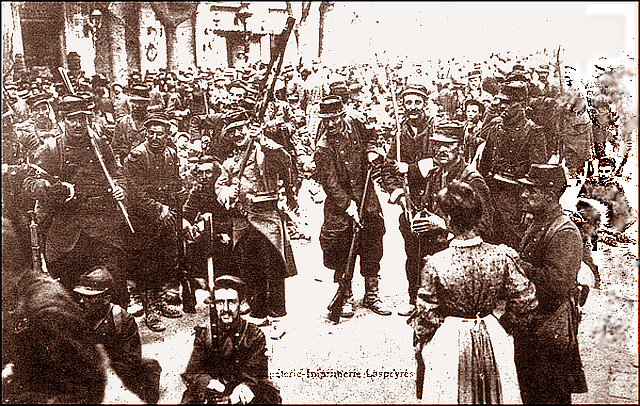
Les soldats du 17e, levant la crosse sur les allées Paul-Riquet à Béziers.

Dans la seconde moitié du XIXe siècle, la chanson est centrale dans la culture populaire. Les livres, chers, sont peu accessibles aux prolétaires. Lorsqu'elle comporte une dimension politique forte, la chanson peut être un véritable outil de propagande. Montéhus a été l'un des chantres de la révolte rouge, avec Jean-Baptiste Clément (1836-1903), auteur de la chanson Le Temps des cerises, Eugène Pottier (1816-1887), auteur de L'Internationale, Jules Jouy (1855-1897), auteur de V'là l'choléra qu'arrive, Les Anarchistes de Chicago, Pierre Dupont (1821-1870), Le chant des ouvriers, Le chant du vote, Gaston Couté (1880-1911) Le gars qu'a mal tourné, etc.
Dans ses chansons au style vif, entraînant, Montéhus s'oppose à la guerre, à l'exploitation capitaliste, à la prostitution, à la misère, à l'hypocrisie religieuse, mais aussi à l'impôt sur le salaire : 
Au lieu d'imposer l'travailleur qui enrichit l'gouvernement
Imposez plutôt les noceurs [les capitalistes] qui gaspillent tant d'argent.
Il a également défendu la cause des femmes d'une façon remarquable. La Grève des mères fut interdite par décision de justice en octobre 1905 et Montéhus condamné pour « incitation à l'avortement ».
En 1907, il rachète un café-concert à Paris, le renomme « Le Pilori de Montéhus », et y donne des spectacles engagés.

### Engagement dans la franc-maçonnerie
Le 5 mars 1902, Montéhus est initié en franc-maçonnerie à la Loge « L'Union de Belleville » du Grand Orient de France à Paris, puis s'affilie à la Loge « Étoile de la Vallée » à Eaubonne.

### Un ami de Lénine

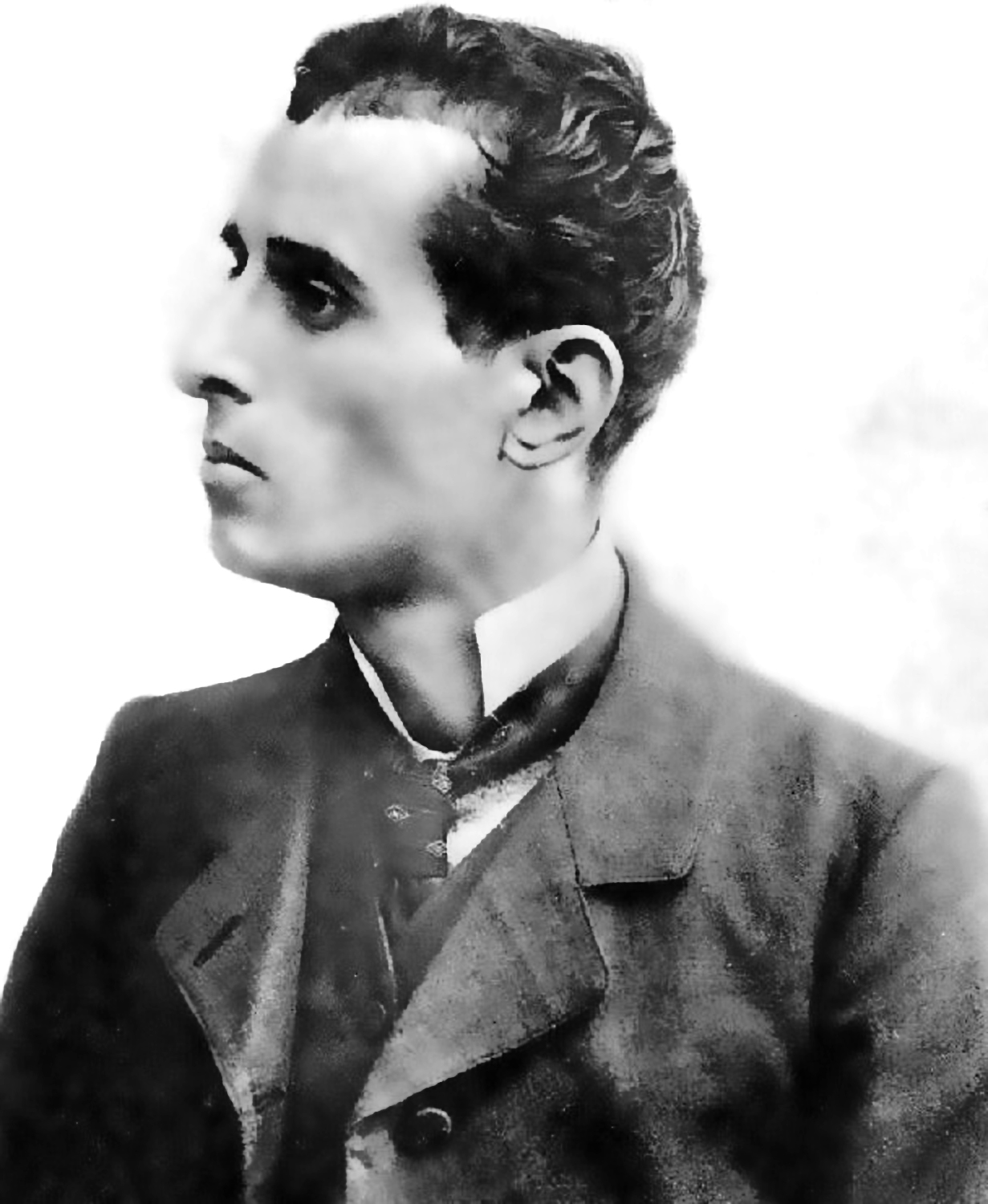
Montéhus.

Montéhus entretint des relations avec Lénine. Ce dernier d'ailleurs l'évoque dans sa correspondance. Dans une lettre à Lev Kamenev il écrit : « Ah ! si je pouvais encore écouter Montéhus ». Lors de son exil en France (entre 1909 et 1912), Vladimir Ilitch Oulianov donna une série de conférences dans une salle de la Rive Gauche ou à Bobino (le lieu est incertain). À la demande de Lénine, Montéhus chantait en première partie afin d'attirer un public important. Les gens venus pour écouter le « chanteur humanitaire » étaient invités à entendre également l'activiste bolchevique après
l'entracte. Les relations entre art et politique ici préfigurent l'agit-prop mis en place en URSS à partir des années 1920 : l'art est au service du discours politique et/ou idéologique.

### Un«révolutionnaire cocardier»
Durant la Première Guerre mondiale, Montéhus, comme beaucoup d'autres, change radicalement d'opinions et compose des chansons militaristes et patriotiques. En cela, il est à l'image de la population, qui à de rares exceptions près soutient l'Union sacrée. Montéhus chante alors La Guerre finale, détournement de L'Internationale :
Et maintenant tous à l'ouvrage
Amis, on ne meurt qu'une fois !
De même dans Lettre d'un Socialo (chantée sur L'air du Clairon de Paul Déroulède), il explique alors que l'heure est à La Marseillaise, en attendant de pouvoir à nouveau chanter L'Internationale :
Nous chantons la Marseillaise
Car dans ces terribles jours
On laisse l'Internationale
Pour la victoire finale
On la chantera au retour.
Dans une chanson intitulée Pan ! Pan ! L'Arbi dans laquelle il tente de reproduire l'accent nord-africain, Montéhus tient des propos très offensifs contre les Prussiens : 
Moi li sait bien, toi pas voulu guerre
Toi, li Français, c'est kif kif le bon Dieu.
Plus loin : 
Moi suis content voir Paris : J'suis content, c'est bézef bonno
A couper cabêche aux sales Pruscots
car eux, du tout, pas gentils
As pas peur, as pas peur, Sidi
Si Pruscots venir, moi coupe kiki.
Au XXIe siècle, le qualificatif de « racisme gentil » est retenu par Bertrand Dicale pour décrire cette chanson.
Durant ces quatre années de guerre, celui qui ne cessa de composer des chansons belliqueuses (La Dernière victime, La Voix des mourants, La Vision sanglante, Debout les Morts !, etc.) ne sera jamais mobilisé et ne connaîtra donc pas personnellement les horreurs du front. Par contre, sur la scène, à l'Olympia, il s'est montré blessé à la tête chantant des chansons bellicistes. À la fin de la guerre, en 1918, pour ses bons et loyaux services, il recevra la Croix de guerre.

### Disgrâce
Montéhus a connu après la guerre une disgrâce assez longue. Il cesse d'enregistrer jusqu'au Front populaire. Il aura tenté de se racheter en composant en 1923 La Butte Rouge qui fait référence à la butte de Bapaume, théâtre de violents combats sur le front de la Somme, durant l'offensive de l'été 1916 (et non, contrairement à une erreur fréquente, la Commune, fort peu évoquée dans l'œuvre de Montéhus). Dans cette chanson, il s'en prend aux responsables du carnage : 

« [...] car les bandits qui sont cause des guerres 
 n'en meurent jamais, on ne tue qu'les innocents. »

### Soutien au Front populaire
Dans les années 1930, il adhère à la SFIO. À l'avènement du Front populaire, à l'âge de 64 ans, Montéhus est de nouveau sur le devant de la scène avec Le décor va changer, Vas-Y Léon !", Le Cri des grévistes, L'Espoir d'un gueux, chansons dans lesquelles il soutient le Front populaire et Léon Blum.

### Sous l'Occupation
Sous l'occupation allemande Montéhus n'est pas déporté, mais il est contraint de porter l'étoile jaune de 1942 à la Libération. En 1944, il écrit le Chant des Gaullistes.
Durant le procès Pétain, Pierre Laval évoque « son ami d'enfance » Montéhus. Il déclare lui avoir proposé de composer une chanson sur l'histoire des bustes de Marianne, symbolisant la République, que le régime de Vichy avait ordonné de faire remplacer par des portraits de Pétain. Laval raconte que Montéhus avait composé une chanson dans les 24 heures et qu'il la lui avait chantée, Laval la trouvant amusante et se disant prêt à la distribuer « dans les faubourgs ». Mais l'homme politique s'est ravisé, se souvenant de la judéité de Montéhus, lui disant de ne pas le faire car il risquait de se faire arrêter par les Allemands ou les Français.

### Après la Libération

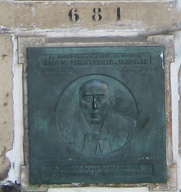
Tombe au cimetière du Père-Lachaise.

Il reçoit la Légion d'honneur des mains de Paul Ramadier en 1947. Oublié de tous, seulement soutenu par sa famille, il meurt en 1952, à Paris et est inhumé au columbarium du Père-Lachaise (case 681).

## Œuvres

### Discographie
Montéhus a très peu enregistré, de sa discographie connue :
enregistrés probablement en 1914; 10 monologues publiés sur 5 disques à saphir Le Semeur
enregistrés en juin 1936 chez Odéon 3 disques 78 tours comprenant :
Gloire au 17e
Le chant des jeunes gardes
Vas-y Léon
Le décor va changer
L’espoir d’un gueux
Le cri des grévistes
Par ailleurs, en 1911, la firme Pathé a publiés 28 titres, chansons et monologues, en disques à saphir. Ces disques catalogués et étiquetés "Répertoire Montéhus" sont des œuvres de Montéhus interprétées par un interprète non identifié.
Une partie de ces disques a été republiée en microsillon et la quasi-totalité sur un double CD,
Vers 1910 un certain Charles X M. a enregistré pour les disques à aiguille EDEN au moins 11 titres de Montéhus :
La grève des Mères
Gloire au 17e
Morale à la débauche
Les râfles
La Fête à Jésus
V’la l’temps qui tourne à l’orage
Clairon de malheur
On ne devrait pas vieillir
Le Gueux et la Lune
Ohé vous pouvez rire
Quand les Femmes sont belles
Christian Borel  a enregistré 10 titres de Montéhus publiés une première fois en 1964 et réédités en 1976

### Filmographie
- 1920 : Si Titi était le patron[21]

## Sources
- Ressources relatives à la musique :   - Discogs
  - MusicBrainz
  - Muziekweb
- Ressource relative à la vie publique :   - base Léonore
- Notices d'autorité :   - VIAF
  - ISNI
  - BnF (données)
  - IdRef
  - LCCN
  - GND
  - Italie
  - Belgique
  - Pologne
  - Norvège
- Dictionnaire biographique du mouvement ouvrier français, « Le Maitron » : notice biographique.
- L'Éphéméride anarchiste : notice biographique.
- Centre International de Recherches sur l'Anarchisme (Lausanne) : notice bibliographique.
- René Bianco : 100 ans de presse anarchiste - notice
- Léo Campion, Le Drapeau noir, l'Équerre et le Compas : les Maillons libertaires de la Chaîne d'Union, Éditions Alternative libertaire, 1996, lire en ligne, pdf.

## Archives
- Inventaire du fonds d'archives de Montéhus conservé à La contemporaine.